# Departamento Estadual de Trânsito de Sergipe
O Departamento Estadual de Trânsito de Sergipe (DETRAN-SE) é o órgão responsável pelo trânsito de veículos no estado de Sergipe, Brasil. Foi criado em 27 de fevereiro de 1987.
No de sua fundação, o DETRAN-SE ficou instituído como uma Autarquia integrante da Administração Indireta do Poder Executivo Estadual, sendo esta vinculada à Secretaria de Estado da Segurança Pública.
As finalidades previstas neste momento seriam de planejamento, coordenação, fiscalização, controle e execução da política estadual de trânsito.
Após a instituição do Código de Trânsito Brasileiro através da Lei 9.503/97, implantou-se a organização básica, normativo este que inclui diversas inovações, inclusive a municipalização do trânsito.
A partir das mudanças para o novo Código de Trânsito Brasileiro, foi designada ao DETRAN-SE funções exclusivamente cartoriais, sendo o responsável pelo registro, licenciamento, vistoria e emplacamento de veículos e a habilitação de condutores. Além disto compete a ele a aplicação e recolhimento de multas específicas em sua área de competência.
Em dezembro de 2005 o DETRAN-SE foi elevado à categoria de Autarquia Especial
Ao início do mês de abril de 2007, tornou-se vinculado à Secretaria de Estado dos Transportes e da Integração Metropolitana, deixando então o seu vinculo anterior à Secretaria de Estado da Segurança Pública
Pouco mais de dois anos depois, com a extinção da Secretaria de Estado dos Transportes e da Integração Metropolitana – SETRAM, o DETRAN-SE voltou a ser vinculado à Secretaria de Estado de Segurança Pública - SSP.